# Associazione italiana per le ricerche di storia del cinema
L'Associazione italiana per le ricerche di storia del cinema (AIRSC) è nata nel 1964, fondata da un gruppo di studiosi di storia del cinema fra i più importanti d'Italia.
All'opera dell'AIRSC e dei suoi soci illustri si devono contributi importanti alla storiografia, alla conoscenza del cinema italiano e mondiale, un'opera tesa alla promozione, conservazione e diffusione di massa del cinema del passato. L'AIRSC ha collaborato e collabora con istituzioni e cineteche italiane per l'organizzazione di convegni, festival e mostre, ad esempio Il cinema ritrovato a Bologna, organizzato dalla Cineteca di Bologna o le Giornate del Cinema Muto a Pordenone, organizzate dalla Cineteca del Friuli.
L'AIRSC pubblica Immagine. Note di Storia del Cinema, una rivista specialistica di settore, riconosciuta dall'Anvur rivista di “fascia A”.
Presso la Cineteca Nazionale di Roma l'AIRSC ha depositato la propria collezione di film del passato, denominata Cineteca dell'AIRSC.

## I soci
Tra i soci e collaboratori storici che negli anni hanno fatto parte dell'AIRSC, citiamo (in ordine alfabetico): 
- Alberto Abruzzese
- Walter Alberti
- Leonardo Autera
- Guido Aristarco
- Pio Baldelli
- Alfredo Baldi
- Aldo Bernardini (ex presidente)
- Paolo Bertetto
- Cristina Bragaglia
- Gian Piero Brunetta
- Giovanni Buttafava
- Orio Caldiron
- Claudio Camerini
- Alfonso Canziani
- Michele Canosa
- Giulio Cesare Castello
- Luigi Chiarini
- Roberto Chiti
- Guido Cincotti
- Antonio Costa
- Elena Dagrada (attuale presidente)
- Monica Dall'Asta
- Gualtiero De Santi
- Fernaldo Di Giammatteo
- William K. Everson
- Giacomo Gambetti
- Jean A. Gili
- Giovanni Grazzini
- Angelo R. Humouda
- Nedo Ivaldi
- Tullio Kezich
- Ernesto G. Laura
- Carlo Lizzani
- Livio Luppi
- Vittorio Martinelli
- Luciano Michetti Ricci
- Dario Minutolo
- Carlo Montanaro (ex presidente)
- Marco Müller
- Giuliana Muscio
- Nello Omaggio
- Fabio Pagliardini
- Roberto Paolella
- Maria Adriana Prolo
- Mario Quargnolo
- Sergio Raffaelli
- Riccardo Redi
- Gianni Rondolino
- Teresio Spalla
- Gaetano Strazzulla
- Nazareno Taddei
- Umberto Tani
- Matilde Tortora
- Virgilio Tosi
- Enza Troianelli
- Davide Turconi
- Mario Verdone
- Flavio Vergerio
- Fiorello Zangrado

## L'organigramma dal 2015
L'attuale presidente è Elena Dagrada, che guida l'associazione dal 2015, mentre la direzione della rivista Immagine. Note di Storia del Cinema è affidata alla cura di Michele Canosa.
Oltre che dalla Presidente Dagrada, il Consiglio direttivo è formato da Elena Mosconi (Vicepresidente), Denis Lotti (segretario), Maria Assunta Pimpinelli, Federico Vitella.